# Endlicheria gracilis
Endlicheria gracilis är en lagerväxtart som beskrevs av André Joseph Guillaume Henri Kostermans. Endlicheria gracilis ingår i släktet Endlicheria och familjen lagerväxter. Inga underarter finns listade i Catalogue of Life.